# Naujieji Elmininkai
Naujieji Elmininkai è una città del distretto di Anykščiai della contea di Utena, nel nord-est della Lituania. Secondo un censimento del 2011, la popolazione ammonta a 573 abitanti. L’insediamento è molto vicino al fiume Šventoji e dista 4 km da Anykščiai.

## Storia
L’insediamento si è sviluppato nel XX secolo. Nel villaggio, aveva sede una stazione di posta operante durante il periodo sovietico. Nel 1952 è stata costruita una biblioteca, assieme ad una scuola elementare e ad industria di legname. Il termine “Naujeji” significa nuovo/a.